# Sportjahr 1957
Liste der Sportjahre

◄◄ | ◄ | 1953 | 1954 | 1955 | 1956 | Sportjahr 1957 | 1958 | 1959 | 1960 | 1961 | ► | ►►

Weitere Ereignisse

## Badminton
Höhepunkte des Badmintonjahres 1957 waren der erstmals ausgetragene Uber Cup mit dem Sieger USA sowie die All England, die Irish Open, die Scottish Open, die German Open, die Dutch Open und die French Open. In Südkorea wurden erstmals nationale Titelkämpfe ausgetragen.

### Internationale Veranstaltungen
| Veranstaltung | Herreneinzel     | Dameneinzel     | Herrendoppel                  | Damendoppel                               | Mixed                          |
| ------------- | ---------------- | --------------- | ----------------------------- | ----------------------------------------- | ------------------------------ |
| All England   | Eddy Choong      | Judy Devlin     | Joe Alston Johnny Heah        | Anni Hammergaard Hansen Kirsten Thorndahl | Finn Kobberø Kirsten Thorndahl |
| French Open   | Ferry Sonneville | Sheila Ryder    | David Choong Ferry Sonneville | Mimi Wyatt Ruth Page                      | David Choong Sonia Cambril     |
| German Open   | Eddy Choong      | Inger Kjærgaard | Eddy Choong David Choong      | Agnete Friis Hanne Jensen                 | Erland Kops Agnete Friis       |
| Malaysia Open | Choong Ewe Beng  | Tan Gaik Bee    | Teh Kew San Lim Say Hup       | Tan Gaik Bee Lim Kit Lin                  | Lim Say Hup Tan Gaik Bee       |

## Fußball
- 23. Juni: Im Endspiel um die deutsche Fußballmeisterschaft gewinnt Borussia Dortmund mit einem 4:1 im Hannoveraner Niedersachsenstadion vor 82.000 Zuschauern gegen den Hamburger SV.

## Leichtathletik
- 24. April – Nancy Boyle, Australien, lief die 400 m der Damen in 56,3 s.
- 27. April – Bob Gutowski, USA, sprang im Stabhochsprung der Herren 4,78 m.
- 10. Mai – Polina Lasarewa, Sowjetunion, lief die 400 m der Damen 55,2 s.
- 13. Mai – Wladimir Kuz, Sowjetunion, lief die 5000 m der Herren in 13:35,0 min.
- 10. Juni – Polina Lasarewa, Sowjetunion, lief die 400 m der Damen in 55,2 s.
- 12. Juli – Stanislav Jungwirth, Tschechoslowakei, lief die 1500 m der Herren in 3:38,1 min.
- 13. Juli – Juri Stepanow, Sowjetunion, sprang im Hochsprung der Herren 2,16 m.
- 19. Juli – Diane Leather, Großbritannien, lief die 1500 m der Damen in 4:29,7 min.
- 24. Juli – Tom Courtney, USA, lief die 800 m der Herren in 1:46,8 min.
- 6. August – Marija Itkina, Sowjetunion, lief die 400 m der Damen in 53,6 s.
- 11. August – Olavi Salonen, Finnland, lief die 1500 m der Herren in 3:40,2 min (siehe auch 1500-Meter-Weltrekordlauf von Turku 1957).
- 11. August – Olavi Salsola, Finnland, lief die 1500 m der Herren in 3:40,2 min (siehe auch 1500-Meter-Weltrekordlauf von Turku 1957).
- 12. August – Stanislav Jungwirth, Tschechoslowakei, lief die 1500 m der Herren in 3:38,1 min.
- 13. August – Juri Stepanow, Sowjetunion, erreichte im Hochsprung der Herren 2,16 m.
- 12. September – Wladimir Guk, Sowjetunion, ging im 20.000-m-Gehen der Herren in 1:28:39 h.

## Tischtennis
- Tischtennisweltmeisterschaft 1957 7. bis zum 15. März in Stockholm (Schweden)
- Länderspiele Deutschlands (Freundschaftsspiele)
  - 8. Februar: Belli: D. – Italien 6:3 (Damen + Herren)
  - 8. März: Berlin: D. – Japan 0:5 (Damen)
  - 18. März: Berlin: D. – Japan 1:4 (Herren)
  - 19. März: München: D. – Japan 0:5 (Herren)
  - 23. November: Uddevalla: D. – Niederlande 1:3 (Damen)
  - 27. November: Uddevalla: D. – Schweden 5:0 (Damen)
  - 23. November: Karlshamn: D. – Schweden 1:5 (Herren)

## Geboren

### Januar
- 01. Januar: Abderrahmane Morceli, algerischer Langstreckenläufer
- 03. Januar: Birgit Balke, deutsche Tischtennisspielerin
- 03. Januar: Bojan Križaj, slowenischer Skirennläufer
- 05. Januar: Karl Allgöwer, deutscher Fußballspieler
- 08. Januar: Dwight Clark, US-amerikanischer American-Football-Spieler und -Funktionär († 2018)
- 08. Januar: Julio Ribas, uruguayischer Fußballspieler und -trainer
- 11. Januar: Darryl Dawkins, US-amerikanischer Basketballspieler († 2015)
- 16. Januar: Ian Atkins, englischer Fußballspieler und -trainer
- 19. Januar: Michel Périn, französischer Rallyebeifahrer
- 20. Januar: Michael Veith, deutscher Skirennläufer
- 22. Januar: Mike Bossy, kanadischer Eishockeyspieler
- 23. Januar: Paul Steiner, deutscher Fußballspieler
- 28. Januar: Wassyl Archypenko, sowjetisch-ukrainischer Hürdenläufer
- 29. Januar: Manuela Groß, deutsche Eiskunstläuferin, Olympiamedaillengewinnerin
- 30. Januar: Payne Stewart, US-amerikanischer Golfspieler († 1999)
- 31. Januar: Ronald Åhman, schwedischer Fußballspieler

### Februar
- 01. Februar: Andreas Anderegg, Schweizer Boxer
- 01. Februar: Ljudmila Matwejewa, russische Langstreckenläuferin
- 01. Februar: Walter Schachner, österreichischer Fußballtrainer
- 02. Februar: Matthias Assmann, deutscher Leichtathlet
- 02. Februar: Urs Bärtschi, Schweizer Eishockeyspieler und -trainer († 2025)
- 10. Februar: Olivier Anken, schweizerischer Eishockeytorwart

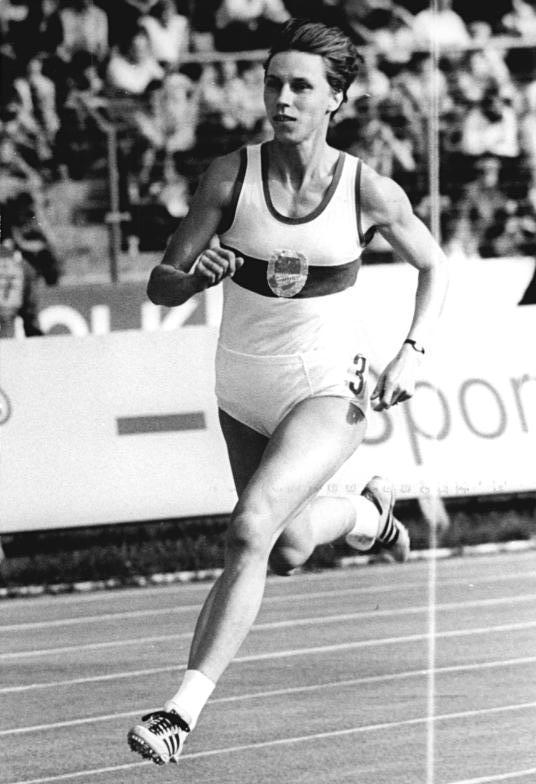
Marita Koch

- 18. Februar: Marita Koch, Leichtathletin in der DDR
- 21. Februar: Raymond Roche, französischer Motorradrennfahrer
- 26. Februar: Joe Mullen, US-amerikanischer Eishockeyspieler und -trainer
- 26. Februar: Sergej Saitschik, russisch-sowjetischer Skispringer († 2000)
- 27. Februar: Wiktor Markin, russisch-sowjetischer Leichtathlet und Olympiasieger
- 28. Februar: Jan Ceulemans, belgischer Fußballspieler

### März
- 03. März: Atli Eðvaldsson, isländischer Fußballspieler und -trainer († 2019)
- 03. März: Vasile Oprea, rumänischer Handballspieler und -trainer
- 04. März: Markus Maria Jansen, deutscher Fußballspieler
- 08. März: Herbert Pöck, österreichischer Eishockeyspieler und -trainer
- 12. März: Patrick Battiston, französischer Fußballspieler
- 13. März: Marcellino Lucchi, italienischer Motorradrennfahrer
- 15. März: Mary Carillo, US-amerikanische Tennisspielerin
- 16. März: Dirk Rauin, deutscher Handballspieler und -trainer
- 22. März: Jean-Luc Blanchemain, französischer Automobilrennfahrer
- 23. März: Sostenes Bitok, kenianischer Langstreckenläufer
- 24. März: Thomas Krokowski, deutscher Handballspieler
- 24. März: Siegbert Schmeißer, deutscher Radrennfahrer
- 26. März: Manfred Wolf, deutsch-kanadischer Eishockeyspieler
- 27. März: Harald Lückner, schwedischer Eishockeyspieler, -trainer und -funktionär
- 28. März: John Anderson, kanadischer Eishockeyspieler
- 28. März: Harvey Glance, US-amerikanischer Leichtathlet († 2023)

### April
- 01. April: Doug Widtfeldt, US-amerikanischer Basketballspieler († 2015)
- 05. April: Roy Sommer, US-amerikanischer Eishockeyspieler und -trainer
- 06. April: Maurizio Damilano, italienischer Leichtathlet und Olympiasieger
- 08. April: Jimmy Ashworth, britischer Marathonläufer
- 09. April: Severiano Ballesteros, spanischer Golfer († 2011)
- 09. April: Karin Sökler, deutsche Tischtennisspielerin
- 10. April: Birgit Heinecke, deutsche Handballspielerin
- 11. April: Juan Carlos Arteche, spanischer Fußballspieler († 2010)
- 11. April: Andrei Smirnow, russischer Schwimmer († 2019)
- 15. April: Evelyn Ashford, US-amerikanische Leichtathletin
- 16. April: Schamil Abbjassow, sowjetisch-kirgisischer Weit- und Dreispringer
- 18. April: Marc Duez, belgischer Automobilrennfahrer
- 19. April: Midde Hamrin, schwedische Langstreckenläuferin
- 23. April: Peter Kilian, deutscher Fußballtorhüter
- 25. April: Cor Euser, niederländischer Automobilrennfahrer
- 27. April: Michael Henke, deutscher Fußballspieler und -trainer
- 28. April: Sten Sjögren, schwedischer Handballspieler und -trainer
- 30. April: Darko Anić, französischer Schachspieler und -Lehrer
- 30. April: Iwan Atanassow, bulgarischer Eishockeyspieler
- 30. April: Giuseppe Sannino, italienischer Fußballspieler und -trainer

### Mai
- 03. Mai: Claus Hormel, deutscher Handballspieler
- 04. Mai: Peter Koch, deutscher Radsportler
- 04. Mai: Kathy Kreiner, kanadische Skirennläuferin
- 08. Mai: Bill Cowher, US-amerikanischer American-Football-Spieler
- 08. Mai: Bernd Krauss, deutsch-österreichischer Fußballspieler und -trainer
- 09. Mai: Fulvio Collovati, italienischer Fußballspieler
- 10. Mai: Frank Dammann, deutscher Handballspieler († 2017)
- 10. Mai: Steve Mahre, US-amerikanischer Skirennläufer
- 10. Mai: Phil Mahre, US-amerikanischer Skirennläufer
- 13. Mai: Stefano Tacconi, italienischer Fußballspieler und Politiker
- 16. Mai: Joan Benoit, US-amerikanische Marathonläuferin
- 17. Mai: Wilfried Hannes, deutscher Fußballspieler
- 19. Mai: Bill Laimbeer, US-amerikanischer Basketballspieler
- 22. Mai: Sergej Lomanow, russisch-sowjetischer Bandyspieler und -trainer
- 23. Mai: Patrick Gonin, französischer Automobilrennfahrer
- 25. Mai: Éder Aleixo, brasilianischer Fußballspieler

### Juni
- 01. Juni: Ferid Rragami, albanischer Fußballspieler
- 01. Juni: Wiktor Tjumenew, russischer Eishockeyspieler († 2018)
- 02. Juni: Roberto Visentini, italienischer Radrennfahrer
- 03. Juni: Ingrid Eberle, österreichische Skirennläuferin
- 03. Juni: Peter de Villiers, südafrikanischer Rugbytrainer
- 04. Juni: Manfred Beckmann, deutscher Fechter
- 04. Juni: Norbert Nachtweih, deutscher Fußballspieler
- 05. Juni: Wolfgang Wiedemann, deutscher Leichtathlet
- 06. Juni: Fred Arbinger, deutscher Fußballspieler und -trainer
- 06. Juni: Stefano Braschi, italienischer Fußballschiedsrichter
- 07. Juni: Rainer Ackermann, deutscher Fußballspieler
- 07. Juni: Jiří Ondra, tschechischer Fußballspieler
- 11. Juni: Gianfranco Dalla Barba, italienischer Säbelfechter († 2024)
- 11. Juni: Werner Devos, belgischer Radrennfahrer
- 14. Juni: Nikolaj Drosdezki, russischer Eishockeyspieler († 1995)
- 17. Juni: Eike Emrich, deutscher Sportsoziologe und ‑ökonom († 2023)
- 17. Juni: Sabine Röther-Kirschke, deutsche Handballspielerin
- 18. Juni: Irene Epple, deutsche Skirennläuferin
- 20. Juni: Andrej Bukin, sowjetisch-russischer Eiskunstläufer
- 21. Juni: Lucien DeBlois, kanadischer Eishockeyspieler
- 22. Juni: Ron Haslam, britischer Motorradrennfahrer
- 26. Juni: Pietro Paolo Virdis, italienischer Fußballspieler
- 27. Juni: Gabriella Dorio, italienische Leichtathletin und Olympiasiegerin
- 28. Juni: Lance Nethery, kanadischer Eishockeytrainer, -spieler und -manager
- 29. Juni: Patrick Bornhauser, französischer Automobilrennfahrer und Unternehmer
- 30. Juni: Daniel Cámpora, argentinischer Schachspieler

### Juli
- 01. Juli: Yasuhiro Yamashita, japanischer Judoka
- 01. Juli: Alexander Sawin, russischer Volleyballspieler
- 02. Juli: Bret „The Hitman“ Hart, kanadischer Wrestler
- 04. Juli: Milan Mokroš, deutscher Eishockeytrainer
- 07. Juli: Dierk Berner, deutscher Immobilienkaufmann und Handballspieler
- 13. Juli: Rinat Dassajew, russischer Fußballspieler
- 13. Juli: Renate Wolf, deutsche Handballspielerin und -trainerin
- 13. Juli: Antonio Zaracho, paraguayischer Fußballtorhüter und -trainer
- 14. Juli: Tatjana Ferdman, russische Tischtennisspielerin
- 16. Juli: Adam Robak, polnischer Florettfechter
- 16. Juli: Włodzimierz Smolarek, polnischer Fußballspieler († 2012)
- 21. Juli: Rumjana Gotschewa, bulgarische Schachspielerin
- 25. Juli: Bogdan Musiol, deutscher Bobsportler
- 25. Juli: Steve Podborski, kanadischer Skirennläufer
- 26. Juli: Nick de Firmian, US-amerikanischer Schachspieler
- 26. Juli: Eugen Ray, deutscher Leichtathlet († 1986)
- 27. Juli: Hansi Müller, deutscher Fußballspieler
- 27. Juli: Leon Kalin, slowenischer Handballfunktionär und -schiedsrichter
- 28. Juli: Oscar Muller, französischer Fußballspieler († 2005)
- 31. Juli: Irina Nasarowa, sowjetisch-russische Leichtathletin und Olympiasiegerin

### August

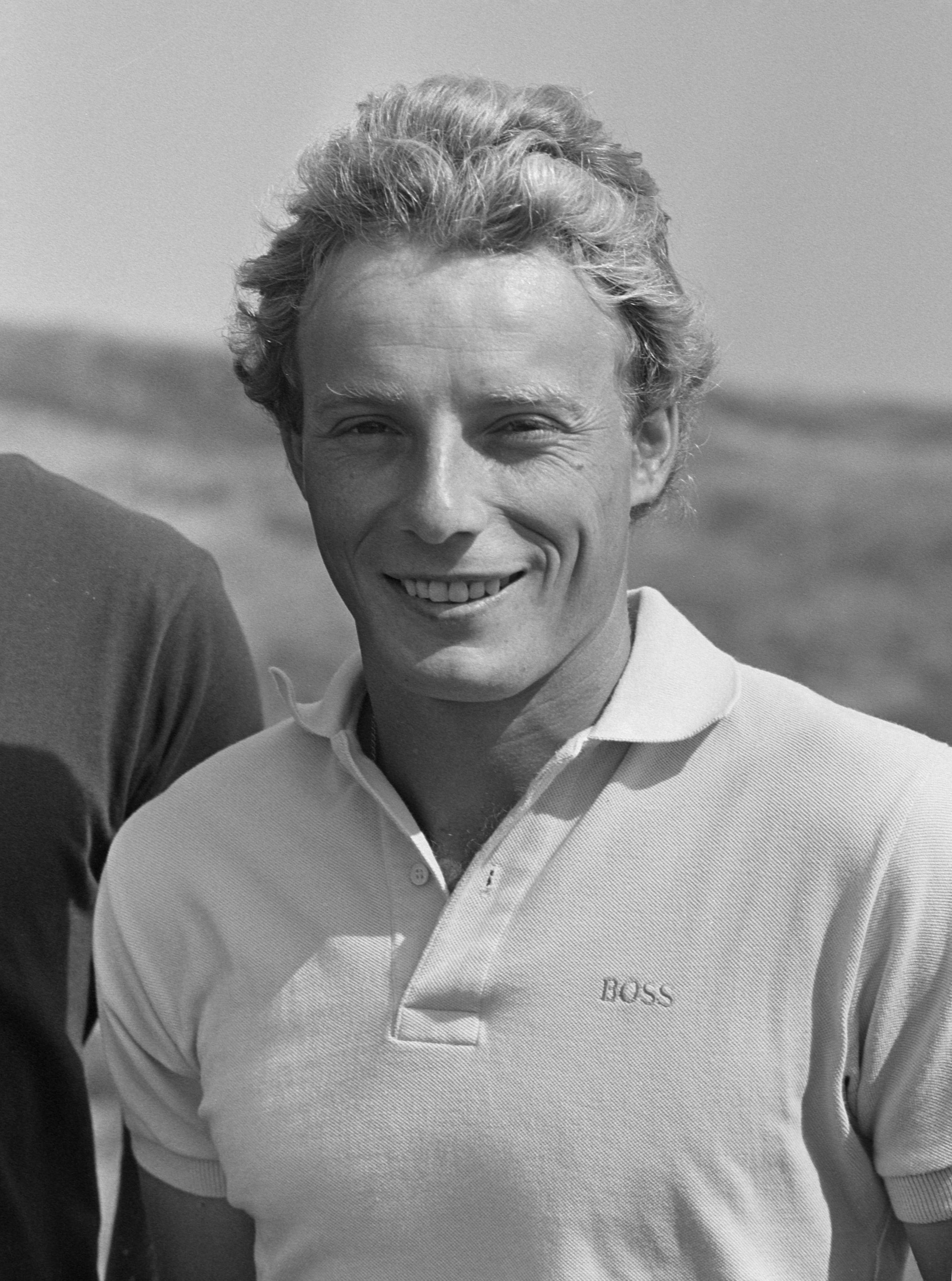
Bernhard Langer

- 03. August: Bodo Rudwaleit, deutscher Fußballspieler
- 04. August: Olaf Beyer, deutscher Mittelstreckenläufer
- 04. August: Alfred Waibel, deutscher Motorradrennfahrer
- 07. August: Alexander Ditjatin, russisch-sowjetischer Kunstturner und Olympiasieger
- 07. August: Andrea Gotzmann, deutsche Basketballspielerin und Verbandsfunktionärin
- 09. August: Paul Frommelt, Skirennfahrer aus Liechtenstein
- 09. August: Rolf Haller, deutscher Radrennfahrer
- 10. August: Ronald Borchers, deutscher Fußballspieler († 2024)
- 12. August: Héctor Zelaya, honduranischer Fußballspieler
- 13. August: Faisal ad-Dachil, kuwaitischer Fußballspieler
- 13. August: János Szabó, ungarischer Motorradrennfahrer († 2025)
- 13. August: Horst Weyerich, deutscher Fußballspieler
- 14. August: Jorge López Malo, mexikanischer Fußballspieler
- 15. August: Per-Gunnar Andersson, schwedischer Automobilrennfahrer
- 17. August: Robin Cousins, englischer Eiskunstläufer
- 19. August: Rudi Bommer, deutscher Fußballspieler und -trainer
- 19. August: Engelbert Hüging, deutscher Tischtennisspieler
- 19. August: Cesare Prandelli, italienischer Fußballspieler und -trainer
- 20. August: Finlay Calder, schottischer Rugbyspieler
- 24. August: Norbert Trieloff, deutscher Fußballspieler
- 26. August: Dominique Dupuy, französischer Automobilrennfahrer
- 27. August: Konstantin Leonidowitsch Kokora, sowjetischer Eiskunstläufer († 2025)
- 27. August: Bernhard Langer, deutscher Golfspieler

### September
- 02. September: Ingrid Auerswald, deutsche Leichtathletin und Olympiasiegerin
- 10. September: Karsten Petersohn, deutscher Fußballspieler und -trainer (DDR)
- 11. September: Preben Elkjær Larsen, dänischer Fußballspieler
- 13. September: Alexej Junejew, russischer Schachmeister und -trainer
- 14. September: Dominic Dobson, US-amerikanischer Automobilrennfahrer
- 14. September: Helmut Schulte, deutscher Fußballtrainer
- 16. September: Mark Diesen, US-amerikanischer Schachspieler († 2008)
- 21. September: Ernst Höfner, deutscher Eishockeyspieler und -trainer
- 21. September: Sidney Moncrief, US-amerikanischer Basketballspieler
- 22. September: Giuseppe Saronni, italienischer Radrennfahrer
- 24. September: Wolfgang Wolf, deutscher Fußballtrainer und Fußballspieler

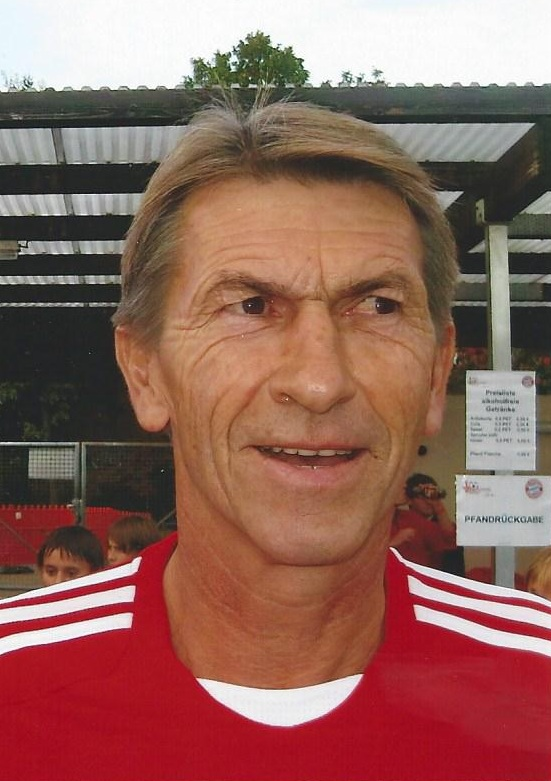
Klaus Augenthaler

- 26. September: Klaus Augenthaler, deutscher Fußballspieler und -trainer
- 26. September: Luigi De Canio, italienischer Fußballspieler und -trainer
- 29. September: Harald Schmid, deutscher Leichtathlet

### Oktober
- 01. Oktober: Verawaty Wiharjo, indonesische Badmintonspielerin († 2021)
- 02. Oktober: Lutz Michael Fröhlich, deutscher Fußballschiedsrichter
- 03. Oktober: Heiko Waßer, deutscher Sportjournalist und Kommentator der Formel-1-Rennen bei RTL
- 06. Oktober: Peter Müller, Schweizer Skirennfahrer
- 07. Oktober: Jayne Torvill, britische Eiskunstläuferin
- 08. Oktober: Joseph Atiyeh, syrischer Ringer
- 08. Oktober: Astrid Benöhr, deutsche Ultra-Triathletin
- 08. Oktober: Antonio Cabrini, italienischer Fußballspieler und -trainer
- 10. Oktober: Christel Justen, deutsche Schwimmerin und Sporttherapeutin († 2005)
- 11. Oktober: Luciano Favero, italienischer Fußballspieler
- 11. Oktober: Martin Wimmer, deutscher Motorradrennfahrer
- 16. Oktober: Sabine John, deutsche Leichtathletin und Olympiateilnehmerin
- 17. Oktober: Han Gwang-song, nordkoreanischer Kunstturner
- 18. Oktober: Payao Poontarat, thailändischer Boxer († 2006)
- 25. Oktober: Harry Arroyo, US-amerikanischer Boxer
- 27. Oktober: Glenn Hoddle, englischer Fußballtrainer und -spieler
- 28. Oktober: Florence Arthaud, französische Seglerin und Skipperin († 2015)
- 28. Oktober: Manfred Freisler, deutscher Handballspieler
- 29. Oktober: Raúl Arias, mexikanischer Fußballtrainer und -spieler
- 30. Oktober: Frank Kühne, deutscher Fußballspieler

### November
- 02. November: Bärbel Broschat, deutsche Leichtathletin
- 02. November: Lucien Favre, Schweizer Fußballspieler und -trainer
- 03. November: Ingolf Wiegert, deutscher Handballspieler
- 04. November: Alexander Tkatschow, sowjetisch-russischer Kunstturner und Olympiasieger
- 05. November: Kellen Winslow, US-amerikanischer American-Football-Spieler
- 14. November: Wolfgang Hoppe, deutscher Bobfahrer
- 16. November: Tom Bayer, deutscher Sportreporter
- 20. November: Stefan Bellof, deutscher Automobilrennfahrer († 1985)
- 23. November: Barbara Claßen, deutsche Judoka († 1990)
- 23. November: Andrew Toney, US-amerikanischer Basketballspieler
- 25. November: Gerold Fischer, deutscher Motorradrennfahrer († 1990)
- 27. November: Kenny Acheson, nordirischer Automobilrennfahrer

### Dezember

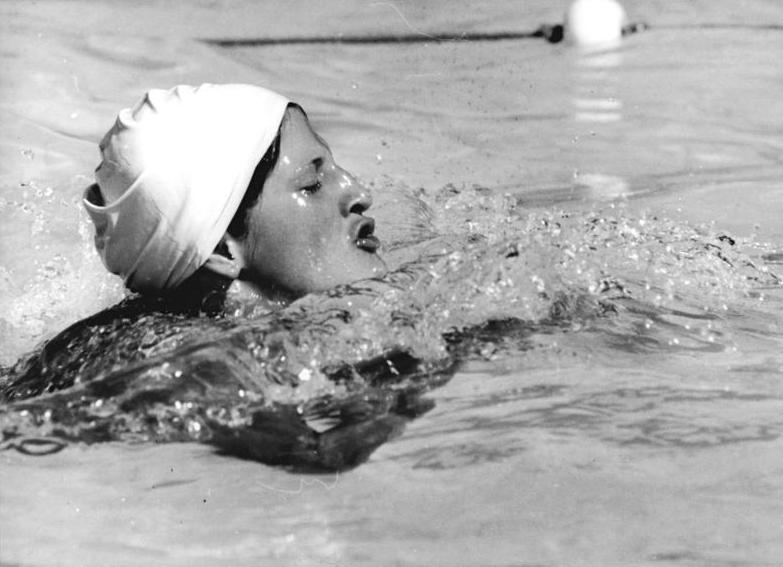
Hannelore Anke

- 01. Dezember: Arnulf Meffle, deutscher Handballspieler
- 05. Dezember: Patriz Ilg, deutscher Leichtathlet
- 07. Dezember: Jürgen Kaminsky, deutscher Fußballspieler und -trainer
- 07. Dezember: Frank Pastor, deutscher Fußballspieler
- 08. Dezember: Hannelore Anke, deutsche Schwimmerin und Olympiasiegerin
- 09. Dezember: Stefan Burkart, Schweizer Leichtathlet († 2020)
- 10. Dezember: Wiktor Pankraschkin, russisch-sowjetischer Basketballspieler († 1993)
- 17. Dezember: Hanne Adsbøl, dänische Badmintonspielerin
- 19. Dezember: Kevin McHale, US-amerikanischer Basketballspieler
- 19. Dezember: Burkhard Schröder, deutscher Basketballspieler
- 24. Dezember: António André, portugiesischer Fußballspieler
- 26. Dezember: Andreas Treske, deutscher Fußballspieler
- 31. Dezember: Fabrizio Meoni, italienischer Motorradfahrer († 2005)

### Tag unbekannt
- Kęstutis Baltakis, litauischer Badmintonspieler
- Wolfgang Ehrler, deutscher Handballspieler und -trainer

## Gestorben

### Januar
- 01. Januar: Hans Wölpert, deutscher Gewichtheber (* 1898)
- 05. Januar: Oldřich Duras, tschechoslowakischer Schachmeister (* 1882)
- 12. Januar: Ken Wharton, englischer Automobilrennfahrer (* 1916)
- 15. Januar: Red Dunn, US-amerikanischer American-Football-Spieler (* 1901)
- 18. Januar: Álvaro Gestido, uruguayischer Fußballspieler (* 1907)
- 20. Januar: Dudley Benjafield, britischer Arzt und Automobilrennfahrer (* 1887)
- 20. Januar: James Connolly, erster Olympiasieger der Neuzeit (* 1868)
- 26. Januar: Jean Thorailler, französischer Schwimmer und Wasserballspieler (* 1888)

### Februar
- 01. Februar: Vilho Vauhkonen, finnischer Sportschütze (* 1877)
- 02. Februar: Hélder de Souza, portugiesischer Springreiter (* 1901)
- 06. Februar: Nils Lindh, schwedischer Skispringer und Nordischer Kombinierer (* 1889)
- 07. Februar: Félix Goblet d’Alviella, belgischer Fechter und Sportfunktionär (* 1884)
- 07. Februar: Nicholas Nerich, US-amerikanischer Schwimmer (* 1893)
- 07. Februar: Werner Stuber, Schweizer Springreiter (* 1900)
- 09. Februar: Charles Faroux, französischer Motorsportfunktionär und Rennleiter (* 1872)
- 11. Februar: Walter Bussmann, Schweizer Skisportler (* 1904)
- 13. Februar: Ale Riipinen, finnischer Turner (* 1883)
- 15. Februar: Nicolas Adam, luxemburgischer Kunstturner (* 1881)
- 19. Februar: Howard Drew, US-amerikanischer Sprinter (* 1890)
- 19. Februar: Maurice Garin, französischer Radrennfahrer (* 1871)
- 22. Februar: Viktor Smeds, finnischer Turner (* 1885)
- 22. Februar: Paul Trappen, deutscher Ringer und Gewichtheber, Kraftsporttrainer und Sportfunktionär (* 1887)
- 27. Februar: František Kundert, böhmisch-tschechoslowakischer Radrennfahrer (* 1891)

### März
- 14. März: Eugenio Castellotti, italienischer Automobilrennfahrer (* 1930)
- 19. März: James Reid, britischer Sportschütze (* 1875)
- 25. März: Paul Spamann, deutscher Automobilrennfahrer (* 1880)
- 26. März: Joseph Chavée, belgischer Automobilrennfahrer (* 1884)
- 28. März: Ali Gençay, türkischer Fußballspieler (* 1905)
- 29. März: Edmond Crahay, belgischer Fechter (* 1883)

### April
- 04. April: George Innocent, britischer Schwimmer (* 1885)
- 11. April: Wilhelm von Hohenau, deutscher Reiter (* 1884)
- 12. April: Alexandre Fayollat, französischer Langstreckenläufer (* 1889)
- 12. April: Norman Whitley, britischer Lacrossespieler (* 1883)
- 16. April: Bernard Knubel, deutscher Radrennfahrer (* 1872)
- 17. April: William Murphy, US-amerikanischer Lacrossespieler (* 1867)
- 17. April: József Ónody, ungarischer Schwimmer (* 1882)
- 18. April: Huug de Groot, niederländischer Fußballspieler (* 1890)
- 18. April: Archie Robertson, britischer Langstreckenläufer und Radrennfahrer (* 1879)
- 21. April: Lou Brero, US-amerikanischer Automobilrennfahrer (* 1909)
- 21. April: Alfredo Gollini, italienischer Turner (* 1881)
- 22. April: Jalmari Sauli, finnischer Leichtathlet (* 1889)
- 23. April: Johannes Christensen, dänischer Marathonläufer und Ingenieur (* 1889)
- 28. April: Ferenc Hirzer, ungarischer Fußballspieler und -trainer (* 1902)
- 30. April: Kathleen Atkinson, US-amerikanische Tennisspielerin (* 1875)
- 30. April: Clarence Walker, südafrikanischer Boxer (* 1898)

### Mai
- 04. Mai: Gé Fortgens, niederländischer Fußballspieler (* 1887)
- 04. Mai: Adeodato López, mexikanischer Fußballspieler (* 1906)
- 09. Mai: Forest McNeir, US-amerikanischer Sportschütze (* 1875)
- 11. Mai: Heinrich Müller, Schweizer Fußballspieler und -trainer (* 1889)
- 12. Mai: Alfonso de Portago, spanischer Automobilrennfahrer und Bobsportler (* 1928)
- 12. Mai: Guillermo Saavedra, chilenischer Fußballspieler (* 1903)
- 13. Mai: Georges Detreille, französischer Radrennfahrer (* 1893)
- 14. Mai: Sidney Abrahams, britischer Weitspringer und Sprinter (* 1885)
- 15. Mai: Keith Andrews, US-amerikanischer Automobilrennfahrer (* 1920)
- 25. Mai: Leo Goodwin, US-amerikanischer Schwimmer und Wasserballspieler (* 1883)
- 25. Mai: Matti Raivio, finnischer Skilangläufer (* 1893)
- 26. Mai: Carl von Moers, deutscher Vielseitigkeits- und Dressurreiter (* 1957)
- 29. Mai: Otto Maier, deutscher Ruderer (* 1887)

### Juni
- 10. Juni: Walter Jakobsson, finnischer Eiskunstläufer (* 1882)
- 10. Juni: Volmar Wikström, finnischer Ringer (* 1889)
- 13. Juni: Irving Baxter, US-amerikanischer Leichtathlet (* 1876)
- 13. Juni: Carl Bonde, schwedischer Dressurreiter (* 1872)
- 14. Juni: Nico Bouvy, niederländischer Fußballspieler (* 1892)
- 18. Juni: Carlo Celada, italienischer Turner (* 1884)
- 20. Juni: Maurice Matthews, britischer Sportschütze (* 1880)
- 24. Juni: Herman Peltzer, niederländischer Fußballspieler (* 1887)
- 29. Juni: Johan Hin, niederländischer Segler (* 1899)

### Juli
- 02. Juli: Eugene Mercer, US-amerikanischer Weitspringer und Zehnkämpfer (* 1888)
- 10. Juli: Ernesto Chaparro, chilenischer Fußballspieler (* 1901)
- 11. Juli: Bedřich Šupčík, tschechoslowakischer Turner (* 1898)
- 12. Juli: Andreas Breynck, deutscher Fußballspieler (* 1888)
- 12. Juli: John Broderick, kanadischer Lacrossespieler (* 1875)
- 14. Juli: Herbert MacKay-Fraser, US-amerikanischer Rennfahrer (* 1927)
- 14. Juli: William Whitehouse, britischer Automobilrennfahrer (* 1909)
- 15. Juli: Willy de Vos, niederländischer Fußballspieler (* 1880)
- 26. Juli: Axel Ekblom, schwedischer Sportschütze (* 1893)
- 27. Juli: Väinö Tiihonen, finnischer Skispringer (* 1912)

### August
- 03. August: Charles Rose, US-amerikanischer Tauzieher (* 1873)
- 11. August: Archie McDiarmid, kanadischer Leichtathlet (* 1881)
- 16. August: Imre Payer, ungarischer Fußballspieler und -trainer (* 1886)
- 17. August: Mario Albertini, italienischer Ruderer und Schwimmer (* 1885)
- 17. August: Ricardo Bermejo, chilenischer Radrennfahrer (* 1900)
- 18. August: Ernest Cribb, kanadischer Segler (* 1885)
- 18. August: Nils Silfverskiöld, schwedischer Turner (* 1888)
- 21. August: Henrik Østervold, norwegischer Segler (* 1878)
- 24. August: Fritz Hillebrand, deutscher Motorradrennfahrer (* 1917)

### September
- 01. September: Heinrich Scheller, Schweizer Ruderer (* 1929)
- 11. September: John Svanberg, schwedischer Langstreckenläufer (* 1881)
- 11. September: Harry Watson, kanadischer Eishockeyspieler (* 1898)
- 24. September: Willi Grewer, deutscher Fußballspieler (* 1932)
- 26. September: Max Ludwig, deutscher Bobfahrer (* 1896)
- 30. September: Hjalmar Johansson, schwedischer Schwimmer und Wasserspringer (* 1874)

### Oktober
- 03. Oktober: Jean Colbach, luxemburgischer Sprinter (* 1897)
- 04. Oktober: Aage Holm, dänischer Schwimmer (* 1890)
- 05. Oktober: José Leandro Andrade, uruguayischer Fußballspieler (* 1901)
- 08. Oktober: Robert Fowler, US-amerikanischer Langstreckenläufer (* 1882)
- 11. Oktober: József Rády, ungarischer Fechter (* 1884)
- 15. Oktober: Väinö Liikkanen, finnischer Skilangläufer (* 1903)
- 21. Oktober: Michalis Dorizas, griechischer Leichtathlet (* 1886)
- 22. Oktober: Bok de Korver, niederländischer Fußballspieler (* 1883)
- 26. Oktober: Iosif Bartha, rumänischer Fußballspieler (* 1902)
- 26. Oktober: Isolde Frölian, deutsche Kunstturnerin (* 1908)
- 27. Oktober: Marcel Berré, belgischer Fechter (* 1882)

### November
- 02. November: Ted Meredith, US-amerikanischer Leichtathlet und Olympiasieger (* 1891)
- 06. November: Béla Blum, ungarischer Ruderer (* 1891)
- 07. November: Erhard Weiß, deutscher Kunst- und Turmspringer (* 1914)
- 09. November: Peter O’Connor, irischer Leichtathlet (* 1872)
- 10. November: Colin Carruthers, britischer Eishockeyspieler (* 1890)
- 13. November: Wilhelmus Johannes Bekkers, niederländischer Tauzieher (* 1890)
- 16. November: József Palotás, ungarischer Ringer (* 1911)
- 17. November: Felix Bürkner, deutscher Dressurreiter (* 1883)
- 17. November: Harald Herlofson, norwegischer Ruderer (* 1887)
- 19. November: Emil Henriques, schwedischer Segler (* 1883)
- 20. November: Fritz Erle, deutscher Ingenieur und Automobilrennfahrer (* 1875)
- 26. November: Jean-Baptiste Horn, luxemburgischer Kunstturner (* 1886)
- 27. November: Harold Annison, britischer Schwimmer und Wasserballspieler (* 1895)

### Dezember
- 01. Dezember: Léonce Quentin, französischer Bogenschütze (* 1880)
- 01. Dezember: Luciano Zampatti, italienischer Skispringer (* 1903)
- 02. Dezember: Tellef Wagle, norwegischer Segler (* 1883)
- 06. Dezember: Maurice Peeters, niederländischer Radrennfahrer (* 1882)
- 08. Dezember: Jan Joseph Packbiers, niederländischer Sportschütze (* 1875)
- 10. Dezember: Maurice McLoughlin, US-amerikanischer Tennisspieler (* 1890)
- 14. Dezember: Audun Rusten, norwegischer Schwimmer (* 1894)
- 24. Dezember: Maurice Schilles, französischer Radrennfahrer (* 1888)
- 30. Dezember: Gaston Aumoitte, französischer Krocketspieler (* 1884)

### Datum unbekannt
- Oldřich Buďárek, tschechoslowakischer Skispringer (* 1915)
- Émile-Georges Drigny, französischer Wasserballspieler und Sportfunktionär (* 1883)
- Jules Lavigne, belgischer Fußballspieler (* 1901)